# Moritz Lüdersdorf
Moritz Lüdersdorf (7. července 1844 Sasko – 5. října 1923 Žatec) byl česko-německý podnikatel a komunální politik, majitel továrny na výrobu kartonu a papírových krabic M. Lüdersdorf v Žatci, jednoho z největších podniků svého druhu v Rakousku-Uhersku, kterou dlouhá léta vedl. Rovněž byl z jednou nejvýznamnějších osobností společenského života ve městě své doby.

## Život

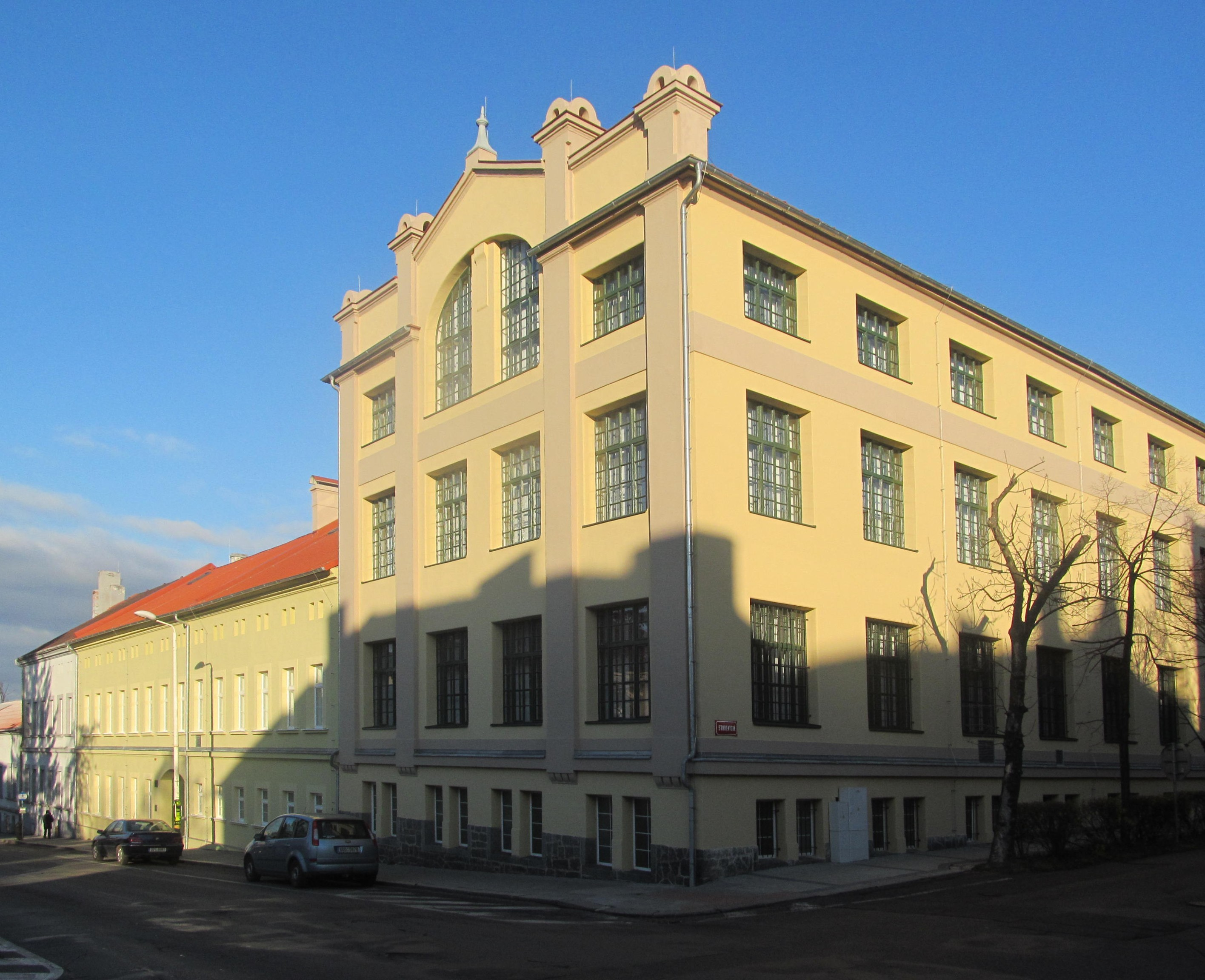
Budova kartonky

Narodil se v Sasku, byl evangelického vyznání. Odešel do Rakouska za obchodem a roku 1873 se přesunul do Žatce, kde zakoupil místní manufakturu na výrobu kartonu založenou roku 1866 Johannem Schöfflem. Výrobu posléze rozšířil a přesunul do větších prostor v nově postaveném průmyslovém areálu v jižní části města. Výrobna byla následně rozšiřována, od roku 1878 byla vybavena plynovým pohonem. Výroba se posléze zaměřila na výrobu kartonových krabiček a obalů, například na léky či cukrovinky. Zaměstnávala přes 300 lidí a byla jednou z největších v zemi.

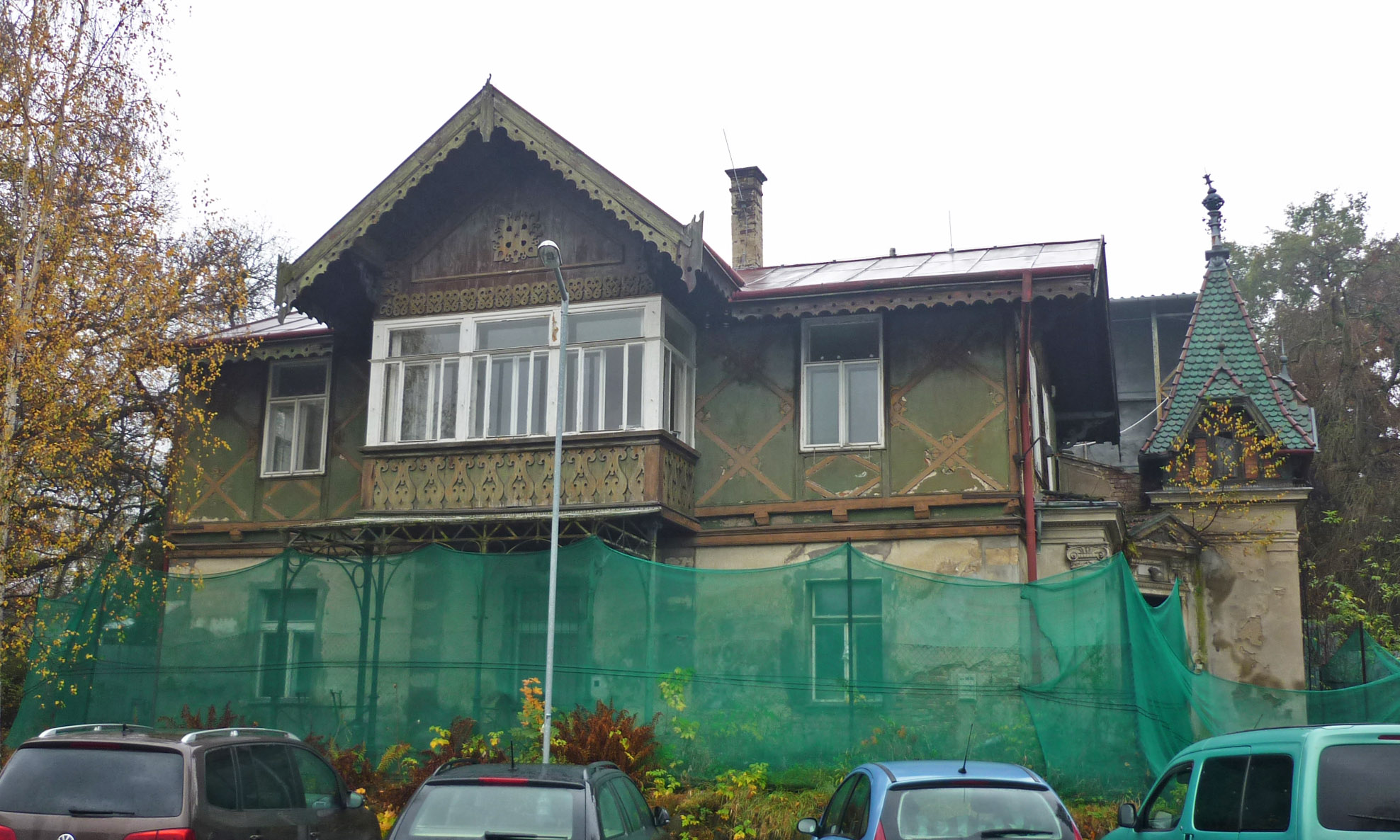
Lüdersdorfova vila v areálu továrny

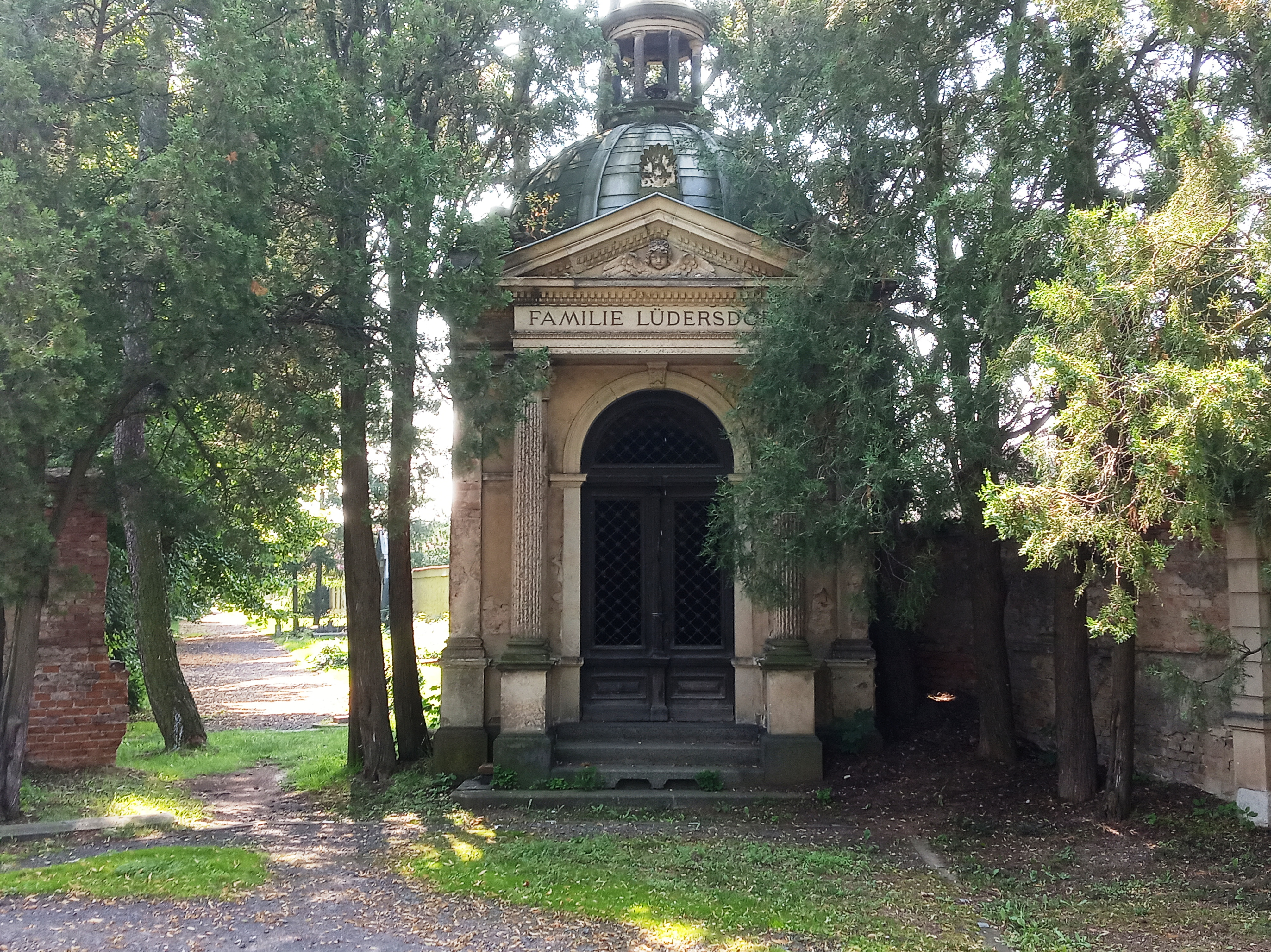
Hrobka rodiny Lüdersdorfů na žateckém hřbitově

Byl jedním z nejváženějších a nejbohatších občanů Žatce, byl členem městského zastupitelstva a vůdčí osobností zdejší evangelické obce. Vedle své továrny si nechal roku 1884 postavit historizující sídelní vilu. Výrazně přispěl ke zbudování zdejšího německého evangelického kostela, dokončeného roku 1898. Veřejně a charitativně činná byla i jeho manželka Marie.

### Úmrtí
Moritz Lüdersdorf zemřel 5. října 1923 v Žatci ve věku 79 let. Byl pohřben v rodinné kaplové hrobce na žateckém městském hřbitově.
Po jeho smrti převzali podnik jeho dědicové. Závod pak pracoval dále pod jinými majiteli, po znárodnění roku 1948 pak nesl název n. p. Severočeské papírny (Sepap). V části historické budovy továrny pak začalo sídlit Regionální muzeum K. A. Polánka v Žatci, její další část bude následně využita pro potřeby městského archivu a veřejné kuželny.